# 1991 YZ
1991 YZ är en asteroid i huvudbältet som upptäcktes den 30 december 1991 av de båda japanska astronomerna Seiji Ueda och Hiroshi Kaneda i Kushiro.
Asteroiden har en diameter på ungefär 10 kilometer och den tillhör asteroidgruppen Eos.